# Långflyn (Hotagens socken, Jämtland, 713052-144718)
Långflyn är en sjö i Krokoms kommun i Jämtland och ingår i Ångermanälvens huvudavrinningsområde. Sjön har en area på 0,163 kvadratkilometer och ligger 436,6 meter över havet. Sjön avvattnas av vattendraget Svaningsån (Dunnervattenån).

## Delavrinningsområde
Långflyn ingår i det delavrinningsområde (713025-144660) som SMHI kallar för Utloppet av Långflyn. Medelhöjden är 469 meter över havet och ytan är 2,45 kvadratkilometer. Räknas de 14 avrinningsområdena uppströms in blir den ackumulerade arean 105,47 kvadratkilometer. Svaningsån (Dunnervattenån) som avvattnar avrinningsområdet har biflödesordning 3, vilket innebär att vattnet flödar genom totalt 3 vattendrag innan det når havet efter 279 kilometer. Avrinningsområdet består mestadels av skog (91 procent). Avrinningsområdet har 0,23 kvadratkilometer vattenytor vilket ger det en sjöprocent på 9,3 procent.